# Хеллсінг
Хеллсінг (яп. ヘルシング, Херусінґу, англ. Hellsing) — манґа-серія, яку написав та проілюстровав Хірано Кота, та яка розповідає про пригоди вампіра Алукарда. Утім, манґа не має конкретного головного героя та оповідає про протиборство трьох організацій: Хеллсінг, XIII-го відділу Ватикану — організації Іскаріот та «Останнього батальйону» Міленіуму.
Манґа виходила у Японії з 1997 року до 2008 в часописі Young King OURs. Серію перекладають та публікують великою кількістю мов, зокрема англійською видавництво Dark Horse Comics, французькою — Editions Tonkam, німецькою — Planet Manga та ін.
2001 року в журналі Young King OURs почав виходити приквел до оригінальної серії — манґа Hellsing: The Dawn.
На основі манґи студією GONZO Digimation був створений 13-серійний аніме серіал. Прем'єра серіалу відбулася на японському телеканалі Fuji Television 10 жовтня 2001 року. Показ аніме закінчився 16 січня 2002 року.
2006 року відбулася прем'єра другої екранізації манґи — OVA-серіалу Hellsing Ultimate, створеного компаніями Madhouse, Rondo Robe, Satelight, Wild Geese та Geneon. Серіал нараховує 10 серій, які виходили з 10 лютого 2006 року по 26 грудня 2012 року.

## Світ

### Організації

#### Королівський орден протестантських лицарів (Хеллсінг)
Королівський орден протестантських лицарів, також знаний як Хеллсінг — організація створена Абрагамом ван Хеллсінгом для боротьби проти вампірів та інших створінь темряви. Організація Хеллсінґ керується прямим нащадком засновника організації, бо тільки він може керувати Алукардом — могутнім вампіром, що віддавна служить сім'ї Хеллсінгів.
Хеллсінг входить в так звану Раду Дванадцяти, яка складається з найвпливовіших представників армії та парламенту Великої Британії.

#### 13-й відділ Інквізиції Ватикану (Іскаріот)
XIII-тий відділ Інквізиції Ватикану, названий на честь Юди Іскаріота. Голова відділу — архієпископ Енріко Максвелл. Мета Іскаріота — знищення вампірів та єретиків.
Війська XIII-того відділу складаються з паладинів та регулярних військ. Паладини Іскаріота — елітні воїни інквізиції, головою паладинів є найсильніший з них — Александр Андерсон. Регулярні війська складаються з лицарів Ордена мудрих братів, Ордена Калатрава Ла Нуева, Ордена святого Стефана та лицарів Мальтійського ордену.

#### Останній батальйон Міленіуму
«Міленіум» — секретна організація, група колишніх військовиків та вчених нацистської Німеччини. Сама назва «Міленіум» (від латинського «тисячоліття») належить до пропагандистської нацистської формули «Тисячолітнього рейху», який нібито повинен був настати після перемоги нацистської Німеччини в Другій світовій війні. Після закінчення війни ця організація перебралася до Латинської Америки разом із чималою часткою награбованих під час війни багатств, улаштувалася там, плекаючи плани реваншу, продовжуючи початі в роки Другої світової досліди з перетворення людей на вампірів і контролю за ними за допомогою інтегральних схем.
В аніме-серіалі «Міленіум» не з'являється, за винятком братів Валентайн, і взагалі не згадується. Єдиний натяк на цю організацію — передсмертна фраза Яна Валентайна «Удалого тисячоліття» у фіналі шостої серії.

### Вампірологія
Людина може стати вампіром, тільки якщо її вкусить інший вампір. При цьому людина має бути незайманою, інакше — перетворюється на «упиря» або «гуля» (від англ. «ghoul» — вовкулак, вампір, упир) — прислужника вампіра, схожого на зомбі. Єдине, на що здатні упирі — слухатися свого господаря та вбивати з метою з'їсти. Укушені упирями самі стають упирями. Щоб стати вільним вампіром, молодий вампір повинен випити крові вампіра-господаря.
На вампіра накладається безліч обмежень — він боїться срібла, світло ослаблює його, вампір не може перетнути водні простори (океан або річку). Але все це залежить від рівня вампіра.
Разом з кров'ю вбитих людей вампіри поглинають їхні душі, переймаючи їхній досвід та знання. Також вампіри можуть використовувати поглинуті душі в своїх цілях, викликаючи їх на полі бою. Сила вампіра безпосередньо залежить від того, скільки душ він підпорядкував.

## Сюжет
Із часів леґендарного мисливця на вампірів, професора ван Хеллсінга, таємна організація Королівських Протестантських Лицарів, що успадкувала ім'я свого засновника, — «Хеллсінг», успішно б'ється з вампірами, перевертнями та іншими інфернальними істотами. Коли відступають загони елітного спецпризу «Хеллсінга», єдиною надією залишається могутній вампір Алукард, вимушений служити своїм новим господарям — людям.
Алукард на довгий час був ув'язнений у льохах родового маєтку Хеллсінгів та, після смерті голови Ордену, відіграв важливу роль у житті доньки колишнього голови Ордену — Інтеґри, коли врятував її від дядька, який претендував на положення спадкоємця. «Звільнивши» вампіра, Інтеґра стала єдиною повновладною його господаркою. Надалі Алукард складає основну силу таємної організації, б'ючись як з вампірами-злочинцями, так і з ворожими до Хеллсінгу та Інтеґри організаціями або окремими людьми, шукаючи справжнього супротивника — вампіра, який міг би зрівнятися з ним за силою.

## Персонажі
Алукард (яп. アーカード) — наймогутніший воїн в організації Хеллсінг (і, можливо, у всьому світі). Один з прадавніх вампірів.
Сто років тому був переможений Абрагамом ван Хеллсінгом, що наклав на нього Печатку Кромвеля, яка обмежує сили вампіра, тому вимушений служити сім'ї Хеллсінгів.
Вельми самолюбний, а оскільки він практично невразливий, дуже егоїстичний. Часто принижує людей з будь-якої причини та навіть при її відсутності. У запеклій битві Алукард спеціально обмежує себе, даючи ворогові відчуття переваги, тільки для того, щоб потім граючись узяти верх.
Алукард демонструє, в різних втіленнях, вражаючий та пригнічуючий арсенал надздібностей (деякі критики навіть зауважують завелику могуть персонажа).
Ім'я «Алукард» є анаграмою — зворотним написанням імені «Дракула».
Сейю: Наката Дзоудзі
Серас Вікторія (яп. セラス・ヴィクトリア) — молода дівчина, працювала в поліції.
Батьків убили вампіри на очах у Серас. Пізніше вона виросла в притулку, мріючи піти шляхом батька — стати поліцейською. Перетворена на вампіра Алукардом під час інциденту в Чедарі.
Серас спочатку не особливо сильна — має гострий зір, велику фізичну силу — от і все.
Вона мила, трохи наївна, неймовірно добра, сором'язлива. Бажаючи залишитися людиною, спочатку відмовляється пити людську кров, що, природно, не дуже сприятливо позначається на її здоров'ї. Першу кров прийняла від Інтеґри, яка змусила дівчину висмоктати у неї кров з ранки в пальці.
До кінця манґи, випивши добровільно віддану кров Бернадотте, стає справжнім вампіром.
Сейю: Орікаса Фуміко
Александр Андерсон (яп. アレクサンド・アンデルセン) — священик, паладин католицької церкви.
У звичайному житті працює вихователем в притулку. На завданнях — регенератор (людина, заговорена заклинанням регенерації), боєць Іскаріот Католицької церкви.
Андерсон фанатик, нетерпимий до іншої віри, вирішує все за допомогою своїх невичерпних ножів. Ненавидить Алукарда, Хеллсінгів та протестантів, але опинившись у Лондоні проявляє пошану та турботу до Інтеґри.
Згодом зрадив архієпископа Енріко Максвелла, побачивши нелюдяні дії армії хрестоносців, направивши свій відділ на боротьбу з Дракулою (Алукардом). Під час сутички з Дракулою встромив у себе цвях Святої Олени (цвях, яким був прибитий до хреста Ісус Христос, був пізніше знайдений імператрицею Оленою, канонізованою Церквою), ставши безсмертним чудовиськом, за силою рівним Алукарду. Вбитий Алукардом.
Вперше з'явився в одній з ранніх хентайних робіт Хірано Коти — Angel Dust.
Сейю: Нодзава Наті (2001); Нодзава Наті (OVA)

## Медіа

### Манґа
Крім основної серії манґи «Хеллсінг» Хіраною Котою було створено також дві додаткові серії: «Хеллсінг: Світанок» — приквел до оригінальної манґи, який виходив окремо в журналі Young King OURs та «Хеллсінг: Перехресний вогонь», який у вигляді додаткових глав входить в перші три томи оригінальної манґи.
Уперше манґа «Хеллсінг» з'явилась в 1997 році в японському сейнен-журналі Young King OURs. Всього опубліковано 10 томів манґи. В листопаді 2008 року був опублікований останній епізод, останнього тому серії. Видавництвом Shōnen Gahosha окремі епізоди публікуються в форматі танкобону. На сьогодні опубліковано 9 танкобонів.
Манґу перекладає та випускає англійською мовою в Північній Америці видавництво Dark Horse Comics. Перший том англійською вийшов 1 грудня 2003 року і на сьогодні англійською опубліковано 9 томів. Видавництво Chuang Yi публікує манґу англійською мовою в Сінгапурі. Опубліковано вже 6 томів. В Австралії та Новій Зеландії манґу публікує видавництво Madman Entertainment. Хеллсінґ також публікується у Франції видавництвом Editions Tonkam, в Італії — Dynit, в Німеччині — Planet Manga, в Польщі — Japonica Polonica Fantastica та в Данії та Швеції видавництвом Mangismo.

Hellsing: The Dawn

### Манґа „Hellsing: The Dawn“
У 2001 році Хіраною Котою в спеціальному випуску журналу Young King Ours видавництва Shonen Gahousha були опубліковані перші епізоди манґи „Хеллсінг: Світанок“. Насьогодні опубліковано 6 епізодів першого тому.
Видавництво Shonen Gahousha припинило публікацію цього твору допоки не буле закінчена основна манґа.
Згідно із словами Таліесіна Джеффа, який бере участь в озвучуванні англійської версії OVA „Хеллсінг“, це продовження буде екраінізоване в одній із серій OVA-серіалу.
Манґа перекладається та публікується англійською мовою в журналі New YK Special.
Дія „Хеллсінг: Світанок“ відбувається в вересні 1944 року в польській столиці під час тамтешнього повстання проти німців. 14-річний Вальтер Дорнез та Алукард, який у цьому творі представлений в образі молодої дівчини, атакують одну з баз Міленіума.

Обкладинка диску

### Аніме-серіал
На основі манґи „Хеллсінг“ анімаційною студією GONZO Digimation було створена 13-серійна аніме екранізація.
Прем'єра аніме-серіалу відбулась 10 жовтня 2001 року на японському телеканалі Fuji Television. Остання серія вийшла 16 січня 2002 року.
Серіал перекладено англійською і він вийшов в Північній Америці компанією Geneon Entertainment. У Великій Британії аніме випускає компанія ADV Films, в Австралії — Madman Entertainment.
На телебаченні поза Японією аніме вперше демонструвалось з англійськими субтитрами на телеканалі Starz!'s Encore Action з 4 жовтня 2003 року по 27 грудня 2003 року.
В Україні аніме-серіал транслювався телеканалом «Тоніс» у 2004—2005 роках як «Хеллсінг — війна з нечистою силою».
Аніме знімалось на основі перших двох томів манґи, сюжети цих творів суттєво відрізняються. Сценарист аніме-серіалу Конака Чіакі зробив значні зміни в тематику історії та характери персонажів, а також вирізав усі згадки про організацію Міленіум.

### Список серій аніме
| № | Назва                                                 | Японський реліз   | Англійський реліз |
| --- | ----------------------------------------------------- | ----------------- | ----------------- |
| 1 | Невмерущий «The Undead»                               | 10 жовтня 2001    | 4 жовтня 2003     |
| Після призначення нового священика в селі Чадар почали зникати люди. Для розслідування інциденту й для арешту пароха туди був відряджений загін поліції, але всіх убили. Із Лондону був посланий спецзагін Д-11, який виявив, що село захоплене зомбі. Із загону Д-11 рятується тільки одна дівчина Вікторія Серас, але й вона стає вампіром завдяки Алукарду, який позбавляє село від священика-вампіра. |                                                       |                   |                   |
| 02 | Клуб М «Club M»                                       | 17 жовтня 2001    | 11 жовтня 2003    |
| Вікторія не може звикнути, що вона вампір. Вона не може вдень ходити містом, спить у труні й не може торкатись срібла. Але найстрашніше — їй необхідно пити кров. Нове завдання для Алукарда й Вікторії — нейтралізувати двійко вампірів-відчайдух, які безконтрольно вбивають людей. |                                                       |                   |                   |
| 03 | Той, що танцює з мечами «Sword Dancer»                | 24 жовтня 2001    | 18 жовтня 2003    |
| До Англії прибуває католицький священик-вояк отець Андерсен з 13 відділу Інквізиції (організація Іскаріот) задля поборювання нових поколінь вампірів. Католики та протестанти, на яких працює Алукард, давні вороги. Під час полювання на вампіра Енді Кастіполетті священик-воїн ранить Вікторію Серас і зударяється у двобої з Алукардом. Герць іде на рівних, сутичка закінчується нічиєю. |                                                       |                   |                   |
| 04 | Невинний як людина «Innocent as a Human»              | 31 жовтня 2001    | 25 жовтня 2003    |
| Проти організації Хеллсінг розгорнена інформаційна війна. В Інтернеті з'являються снаф-фільм про вбивство капітана організації Хеллсінг, потім по телебаченню транслюється операція із знищення вампірів, які виглядають як цивільні люди. |                                                       |                   |                   |
| 05 | Братство «Brotherhood»                                | 7 листопада 2001  | 1 листопада 2003  |
| Вампіри Люк Валентайн та Ян Валентайн убивають таємного аґента МІ5, який розслідує справу про штучних вампірів. Їхній клан кидає виклик Британській імперії і атакує штаб-квартиру організації Хеллсінг. |                                                       |                   |                   |
| 06 | Мертва зона «Dead Zone»                               | 14 листопада 2001 | 8 листопада 2003  |
| Волтер — старий паладин леді Інтеґри виявляється Янголом Смерті. Він разом з Алукардом та Вікторією відбиває напад. Перемога далася важкою ціною. Загинуло 135 співробітників організації Хеллсінг, 24 отримали поранення. Уціліли головним чином ті, хто був відсутній в осідку на момент штурму. |                                                       |                   |                   |
| 07 | Дуель «Duel»                                          | 21 листопада 2001 | 15 листопада 2003 |
| Знов про себе нагадує 13 відділ Інквізиції — давній конкурент Організації Хеллсінг у поборюванні нечисті. Алукарду знов доводиться битися з її священиками-вояками в особі отця Андерсона. Сутичка закінчується нічиєю. |                                                       |                   |                   |
| 08 | Будинок убивств «Kill House»                          | 28 листопада 2001 | 22 листопада 2003 |
| Фабрику з виробництва вампір-чипів виявляють в Гонконзі, проте в перебігу штурму знищуються всі докази. До Вікторії звертається аґент MI5 Ґаррі Андерс яко посередник для перемовин із нейтральним вампіром Геленою. Ґаррі Андерс розслідує справу про штучних вампірів. Гелен стверджує, що в цій справі не можуть бути замішані британські вампіри. Після повернення із завдання Андерса підривають у власній машині. Алукард повідомляє Інтеґру, що з континенту прибув новий дужий вампір, рівний йому за силою. |                                                       |                   |                   |
| 09 | Головокружіння від червоних троянд «Red Rose Vertigo» | 5 грудня 2001     | 29 листопада 2003 |
| Організація Хеллсінг штурмує замок Бабхан, де ховаються штучні вампіри. Операцію доводиться згортати, оскільки надходить повідомлення, що там ховаються терористи з ІРА. Проте антитерористичний підрозділ САС опиняється в пастці, а його елітні бійці стають вампірами. У леді Інтеґри з'являється молодша сестра — леді Лаура Вінґейтс, яка виявляється підісланою вбивцею. Лаура хоче перетворити Інтеґру на упиря і їй майже це вдається. Алукард вбиває Лауру, а Інтегра випускає з себе всю кров, щоб позбутися крові вампірші. Головою ворогів організації Хеллсінг виявляється вампір Інкогніто з Чорного Континенту. |                                                       |                   |                   |
| 10 | Хазяїн чудовиськ «Master of Monsters»                 | 12 грудня 2001    | 6 грудня 2003     |
| Леді Інтеґра змагається із смертю на операційному столі. Її думки переносяться в минуле, коли був живий її батько, а вона була маленькою дівчинкою. Для борні з нечистю організація Хеллсінг інколи практикує таємничий Ритуал. Після смерті батька Інтеґри, владу над організацією Хеллсінг спробував захопити його брат Річард Хеллсінг. Річард намагається вбити маленьку Інтеґру, але її рятує Алукард, якого вона випадково будить запахом своєї крові. |                                                       |                   |                   |
| 11 | Переважаюча сила «Transcend Force»                    | 19 грудня 2001    | 13 грудня 2003    |
| Капітан спецзагону вампірів Паркер намагається переманити Вікторію на свій бік. Організація Хеллсінг отримує інформацію про напад вампірів на жіночий гуртожиток в Кембриджі. Нападаючі — колишні бійці САС. Це не прості вампіри, бо вони використовують вибухівку та автоматичну зброю. Вампіри нападають на Тауер. Організація ХГллсінґ вирушає на зачистку Тауера. Інкогніто вбиває вампіра Гелену. Засоби масової інформації несподівано повідомляють, що терористи це члени Організації Хеллсінг, яка вийшла з-під контролю королеви Англії.                                                                             |                                                       |                   |                   |
| 12 | Повне знищення «Total Destruction»                    | 9 січня 2002      | 20 грудня 2003    |
| Організація Хеллсінг стикається з британською армією. Гине капітан Пітер Фергюсон. Гинуть усі бійці Організації Хеллсінг. Залишаються самі Алукард та Вікторія. Вампір Паркер б'ється з Вікторією, а Інкогніто — з Алукардом. Вікторія перемогла, а результат сутички вищих вампірів усе ще не визначений. |                                                       |                   |                   |
| 13 | Пекельний вогонь «Hellfire»                           | 16 січня 2002     | 27 грудня 2003    |
| Гвинтокрил, на якому летить леді Інтеґра з Волтером, збивають королівські ВПС. Інкогніто викликає бога Сета, який починає знищувати Лондон. Алукард гине, але відроджується. Поєдинок триває допоки Алукард не перемагає. Леді Інтеґра у в'язниці. Господарі Інкогніто, які створили вампір-чипи так і не розкриті. Наприкінці битви Алукарда з Інкогніто Алукард показує своє обличчя, частина якого схожа на обличчя Влада Цепеша, графа Дракули. |                                                       |                   |                   |

### Музика
Як відкривальна композиція використовується пісня Logos Naki World композитора Ісії Ясусі, завершувальна композиція серіалу — Shine американського рок-гурту Mr. Big.
За мотивами серіалу вийшло два саундтрек-альбоми. Перший Hellsing: Raid вийшов 1 липня 2003 року, а другий Hellsing: Ruins — 2 вересня 2003 року.
Hellsing: Raid — перший саундтрек альбом з аніме Hellsing.
Список композицій:
1. The World Without Logos — 04:06
2. Fool cross over Nirvana -Grudge Prohibited- — 03:40
3. Musical Play Smiling Rebellious Flower — 03:55
4. Certain Victory Lotus Sutra Tune — 04:57
5. Services to gods -Do on our own accord- — 02:14
6. A left foot trapped in a sensual seduction — 02:47
7. Dracula's holy pupil and R&R — 03:34
8. P.S. Lord Amitabha have mercy on me — 02:43
9. Sea of Chaos -Creator's ulterior motive- — 03:33
10. Original sin -For not keeping virginity- — 03:20
11. Bodhisattiva of Cathedral -Featuring Tatsuo Tabei- — 02:08
12. The Mask of the Priest and the Bell of the Chapel — 02:06
13. Act of Demon or the Work of God — 01:36
14. Pure Death — 03:00
15. Survival on the street of insincerity — 03:02
16. Ambiguous drum's grief — 02:52
17. Requiem for the living — 03:33
18. Non-neurosis tunes -Who the hell are you?- — 02:29
19. When you start the War, fight with arrows, spears & swords! — 03:31

Hellsing: Ruins — другий саундтрек альбом з аніме «Хеллсінг».
Список композицій:
1. The World's Last Sagacious Period — 03:46
2. Hidden Leaves Harmony — 02:22
3. Sky of God Master — 03:58
4. Hatred Guy of Sinfulness — 03:51
5. Soul Rescuer — 03:58
6. I.B.C.J. Siege Rope — 03:29
7. Sould Police Chapter's Reverse Side Circumstance — 02:25
8. Primary Colored Suicide Bombing Love Song — 05:13
9. Secret Karma Serenade — 02:45
10. The Japanese Alphabet Road With Chinese Bellflower's Sweet Smell — 03:01
11. Echoing Truth — 03:30
12. Fabricated Background — 04:43
13. Origin Reflection Rhythm Nation — 02:30
14. Midnight Assassin — 03:40
15. The World Without Logos — 04:16
16. From 666 to 777 — 02:48
17. Hemp Smoke Stings the Eyes — 02:26

Обкладинка Hellsing Ultimate

18. Aha, Springtime of Life's Erotic Hell — 02:12
19. Unexpected Incident — 00:58

### OVA-серіал
10 лютого 2006 року відбулася прем'єра другої екранізації манґи — OVA-серіалу Hellsing Ultimate, створеного спільно компаніями Madhouse, Rondo Robe, Satelight, Wild Geese та Geneon. Насьогодні вийшло 10 із запланованих 10 епізодів,останній з яких вийшов 26 грудня 2012 року.
Англійською мовою серіал був ліцензований компанією Geneon USA. Перший DVD диск вийшов Північній Америці 5 грудня 2006 року.
Після виходу англійською трьох епізодів OVA Geneon USA припинила випуск серіалу та передала права на розповсюдження Hellsing Ultimate в Північній Америці компанії Funimation Entertainment. 23 вересня 2008 року Funimation Entertainment крім четвертого епізоду також повторно випустила перші три епізоди.
Екранізації, створені студіями GONZO Digimation та Madhouse, суттєво відрізняються одна від одної. Сюжет першої екранізації істотно відрізняється від сюжету манґи вже з 5-6 серії аніме. В то же час як друга екранізація намагається якнайближче слідкувати сюжету оригінальної манґи.
Українською мовою OVA-серіал транслювався телеканалом QTV з 3 вересня 2010 року під назвою «Хеллсінг».

### Список епізодів OVA
| № | Назва                     | Японський реліз   | Англійський реліз |
| --- | ------------------------- | ----------------- | ----------------- |
| 1 | «Hellsing Ultimate, I»    | 10 лютого 2006    | 5 грудня 2006     |
| Сюжет цієї серії майже повністю повторює сюжет першого тому манги, хоча деякі сцени змінені. Основні моменти: Спогади про смерть батька Інтеґри та пробудженні Алукарда, знищення священика-вампіра, який перетворив жителів невеликого села на упирів, та перша зустріч Алукарда з членом тринадцятого відділу Ватикану Олександром Андерсоном. |                           |                   |                   |
| 2 | «Hellsing Ultimate, II»   | 25 серпня 2006    | 12 червня 2007    |
| Охоплює першу половину другого тому манґи та цілком присвячена нападу братів Валентайн, Люка та Яна, на обійстя сім'ї Хеллсінг. |                           |                   |                   |
| 3 | «Hellsing Ultimate, III»  | 4 квітня 2007     | 16 жовтня 2007    |
| Охоплює закінчення другого тому, третій том та перший епізод четвертого. У серії розповідається про вербування загону «Диких гусей», зустріч керівників Хеллсінгу та Іскаріота в британському музеї та місії Алукарда в Бразилії, де йому доводиться битися з членом «Міленіуму» — Тубалкайном Альхамброю. |                           |                   |                   |
| 4 | «Hellsing Ultimate, IV»   | 22 лютого 2008    | 23 вересня 2008   |
| «Останній Батальйон», що складається з армії невмерущих вампірів, на чолі з головою «Міленіуму» Максом Монтаною зчиняють напад на Лондон. |                           |                   |                   |
| 5 | «Hellsing Ultimate, V»    | 21 листопада 2008 | 13 листопада 2012 |
| «Останній Батальйон» атакує Лондон та практично повністю знищує його. Інтегра схоплена вампірами. Але їй на допомогу приходить Андерсон разом із загоном Іскаріотів. |                           |                   |                   |
| 6 | «Hellsing Ultimate, VI»   | 24 липня 2009     | 13 листопада 2012 |
| OVA починається з того, що Енріко Максвел - глава 13-того відділу Іскаріот, починає мобілізацію військ Ватикану для нападу на Лондон. В той час як Інтеґра веде переговори із Андерсоном та його загоном маєток Хеллсінгів знаходиться в облозі загону Зорін Бліц та її сили. Швидке мислення Серас рятує її від смерті. |                           |                   |                   |
| 7 | «Hellsing Ultimate, VII»  | 23 грудня 2009    | 13 листопада 2012 |
| Коли Серас успішно дає раду солдатам Зорін, Бернадотта, та його війська, які охороняють маєток, — вбивають. Серас приходить їм на допомогу і знищує ілюзію, породжену Зорін. Вона ж своєю чергою проникає в розум Вікторії та змушує її ще раз пережити спогади з дитинства, де бандити вбивають її батьків, а потім ґвалтують тіло матері. Після чого Зорін відриває їй руку. Серас дивом долає Зорін та вирушає у місто, щоб знищити недобитки вампірів та упирів. |                           |                   |                   |
| 8 | «Hellsing Ultimate, VIII» | 27 липня 2011     | 13 листопада 2012 |
| Сили Ватикану на чолі із Енріко Максвелом атакують сили, які залишились від Міленіуму разом із жителями Лондону. Волтер об'єднався разом із «майором» і став вампіром. Александр Андерсон лютує та звинувачує Максвела в тому, що він сп'янів від влади. Гейнкель Вульф та Юміе Такаґі хочуть схопити Інтеґру, але Вікторія Серас рятує її. Алукард на кораблі прибуває в Лондон та знімає «нульову печать» тим самим звільняє мільйони слуг. Енріко Максвел та Андерсон розуміють, що Алукард насправді граф Дракула (Влад Цепеш). Алукард з легкістю знищує усі війська Іскаріоту. Невдовзі після чого Максвел помирає. Андерсон використовує "дрібку чуда" «Цвях Святої Олени», щоб стати рівним Алукарду чудовиськом. |                           |                   |                   |
| 9 | «Hellsing Ultimate, IX»   | 15 лютого 2012    | Серпень 2013      |
| Алукард, який помирає, згадує своє минуле як Влад Цепеш. Згадує усі звірства, які були скоєні проти нього, коли той ще був дитиною. Його засуджують до смертної кари. Але перед тим, як йому відрубують голову, він випиває кров і стає вампіром. Після чого прокидається від благань Серас. Алукард вириває серце Андерсона та витягує з нього «Цвях Святої Олени». Андерсон заплющує очі і чує веселий дитячий сміх, після чого промовляє слово «амінь» і вмирає. З'являється Волтер і представляється як Янгол Смерті. Під час битви Алукард набирає образ маленької дівчинки, яку він поглинув під час війни і називає Волтера дитиною, яка за 60 років геть не змінилася.                                            |                           |                   |                   |
| 10 | «Hellsing Ultimate, X»    | 26 грудня 2012    | Серпень 2013      |

### Музика
У серіалі використовуються чотири різні закривальні теми: Gradus Vita, Merche Funebre, Letze Bataillon та Das Engellandlied. Усі композиції, крім останньої написані японським композитором Матсуо Хаято та виконані Варшавським Філармонічним оркестром. Остання композиція була написана композитором Лонсом Германом.
3 березня 2008 року вийшов саундтрек альбом з Hellsing Ultimate. Автор усіх композицій альбому — японський композитор Матсуо Хаято.
Hellsing OVA Series OST BLACK DOG — саундтрек альбом до OVA Hellsing.
Список композицій:
1. Song of DEMETER
2. TARGET INSIGHT
3. Stand Up, Count!
4. March of a Black Dog and Centipedes
5. Thousand Fangs, Ten Thousand Eyes
6. E M I A
7. Dog's Scratch
8. Stench of Death and Splashing Blood
9. Badrick
10. Dog Shit
11. ShotGun Circus
12. Hell's Boundaries
13. One Million Bullets
14. Cromwell
15. Die Fledermaus
16. SHINOBIASHI SASURIASHI
17. Gradus vita

### Артбуки та путівники
У 2007 році видавництвом Geneon вийшов 20-сторінковий артбук Hellsing Illustration Art Book, куди увійшли малюнки та чернетки з першої екранізації манґи.
30 серпня 2002 року видавництвом Diamond Comic Distributors вийшов путівник Hellsing: Ultimate Fan Guide #1 за мотивами OVA-екранізації. 30 листопада 2002 року вийшла друга частина цього путівника Hellsing: Ultimate Fan Guide #2.

## Сприйняття

### Манґа
Манґа має популярність як у Японії так і в інших країнах. 2005 року шостий та сьомий томи оригінальної манґи увійшли до списку найпопулярніших манґа-серій в США за версією Diamond Comic Distributors. В листопаді 2007 року дев'ятий том манґи увійшов в список десяти найкраще купованих манґа в Японії.